# Chen Shuo
Chen Shuo (20 aprile 2004) è uno sciatore freestyle cinese, specializzato nei salti.

## Biografia
Specializzato nei salti e attivo a livello internazionale dal novembre 2019, Chen ha debuttato in Coppa del Mondo il 3 febbraio 2023 ottenendo subito il suo primo podio, classificandosi 3º a Deer Valley, nella gara vinta dall'ucraino Dmytro Kotovskyi.
In carriera non ha mai preso parte a rassegne olimpiche o iridate.

## Palmarès

### Coppa del Mondo
- 1 podio:
  - 1 terzo posto